# Deltocyathus crassiseptum
Espèce
Statut CITES
Deltocyathus crassiseptum est une espèce de coraux appartenant à la famille des Deltocyathidae ou Caryophylliidae.